# Marianne Wahlberg
Elsvig Marianne Wahlberg, född Sjöberg den 26 september 1917 i Eksjö, död i 10 december 2005, var en svensk politiker (folkpartist), biträdande budgetminister (löneminister) 1978–1979 och riksdagsledamot 1979–1982.
Efter studier vid Stockholms högskola engagerade sig Wahlberg i Eksjös stadsfullmäktige där hon var ledamot för Folkpartiet 1950–1961. Med familjen flyttade hon till Stockholm där hon i många år var avdelningschef på skolförvaltningen i Haninge kommun. 1968 valdes Wahlberg till förste vice ordförande i Folkpartiets kvinnoförbund. I regeringen Ullsten 1978–1979 var hon personalminister. Efter regeringens avgång var hon statssekreterare i arbetsmarknadsdepartementet fram till regeringsskiftet 1982.